# نبيل باز
نبيل باز (بالإنجليزية: Nabil Baz)‏‏ (6 يونيو 1987 في ميلة - ) دراج من الجزائر. نافس في بطولة العالم لسباق الدراجات على الطريق 2013.

## روابط خارجية
- نبيل باز على موقع الاتحاد الدولي للدراجات (الإنجليزية)
- نبيل باز على موقع أرشيف الدراجات (الإنجليزية)
- نبيل باز على موقع إحصائيات الدراجات الإحترافية (الإنجليزية)
- نبيل باز على موقع نسبة الدراجات (الإنجليزية)